# Bolungarvík
Bolungarvík è un comune di 888 abitanti dell'Islanda. 

## Geografia fisica

### Territorio
Sorge sulla penisola di Vestfirðir, nella regione nord-occidentale del Paese, a circa 15 km dal villaggio di Ísafjörður, e a 473 km dalla capitale Reykjavík. 

## Cultura

### Musei
Antico villaggio di pescatori, oggi Bolungarvík ospita il museo marittimo di Ósvör.

### Cinema
Bolungarvík è stato il luogo delle riprese di Nói albinói, un film di Dagur Kári sulla vita di un adolescente in un villaggio islandese.

## Galleria d'immagini

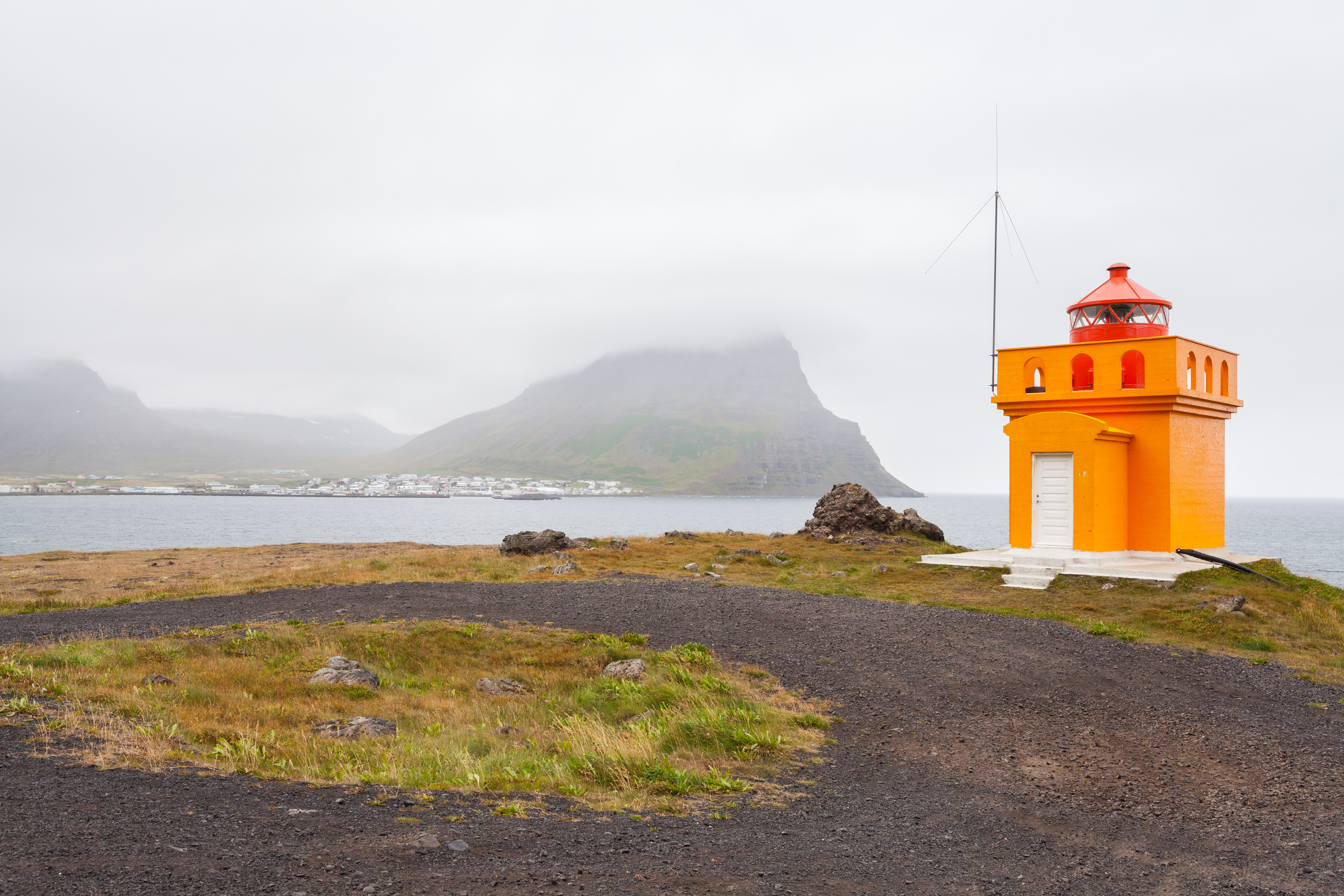
Il faro di Bolungarvík, Óshólaviti
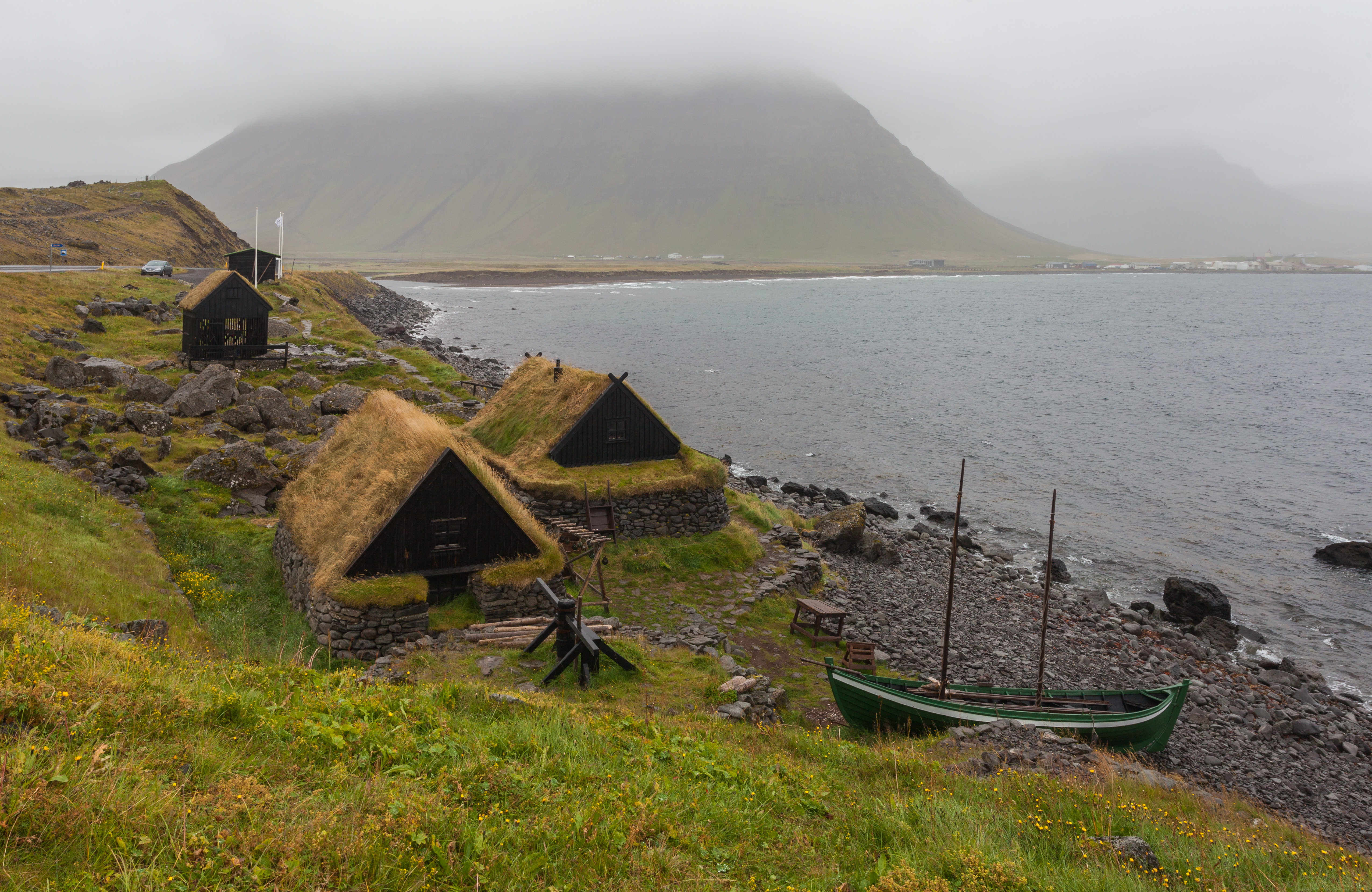
Museo marittimo Ósvör
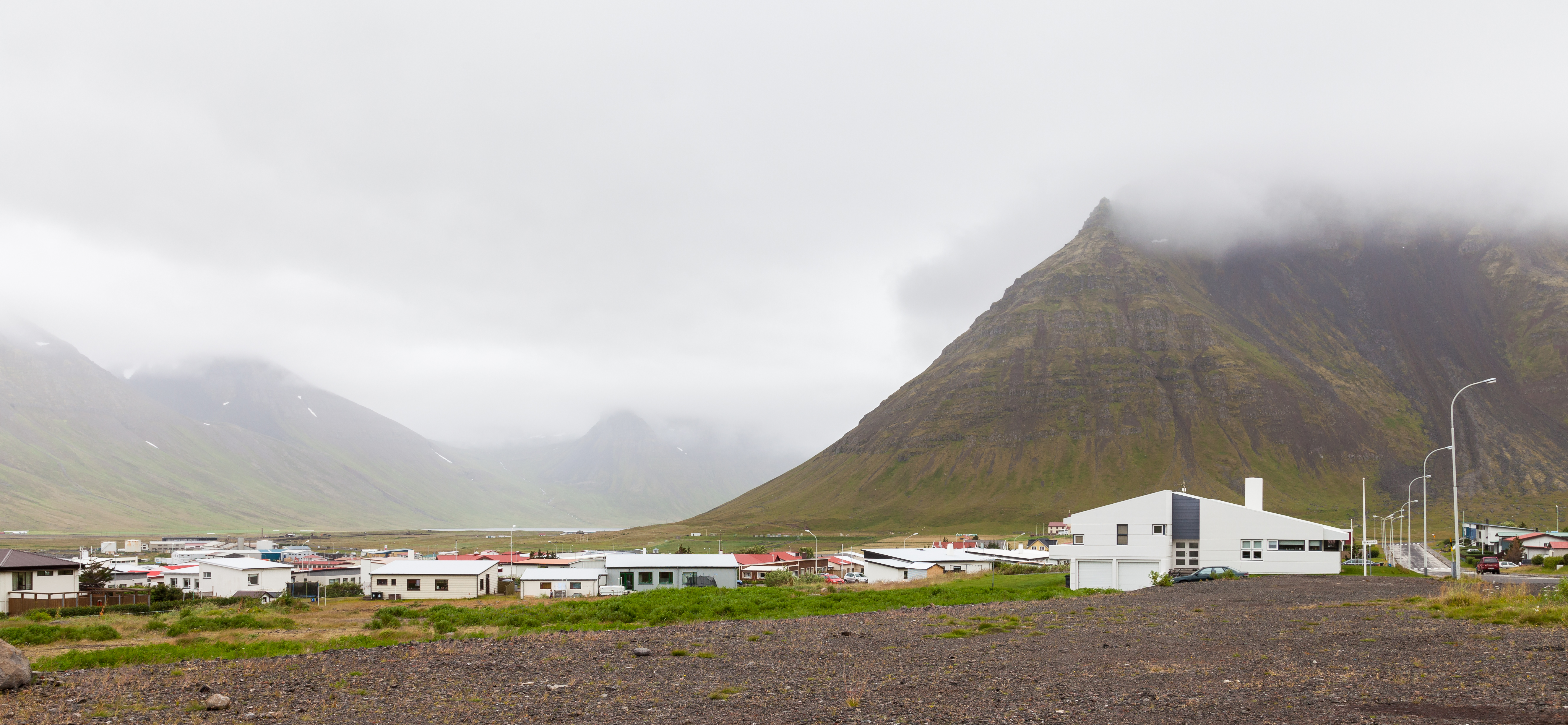
Villaggio
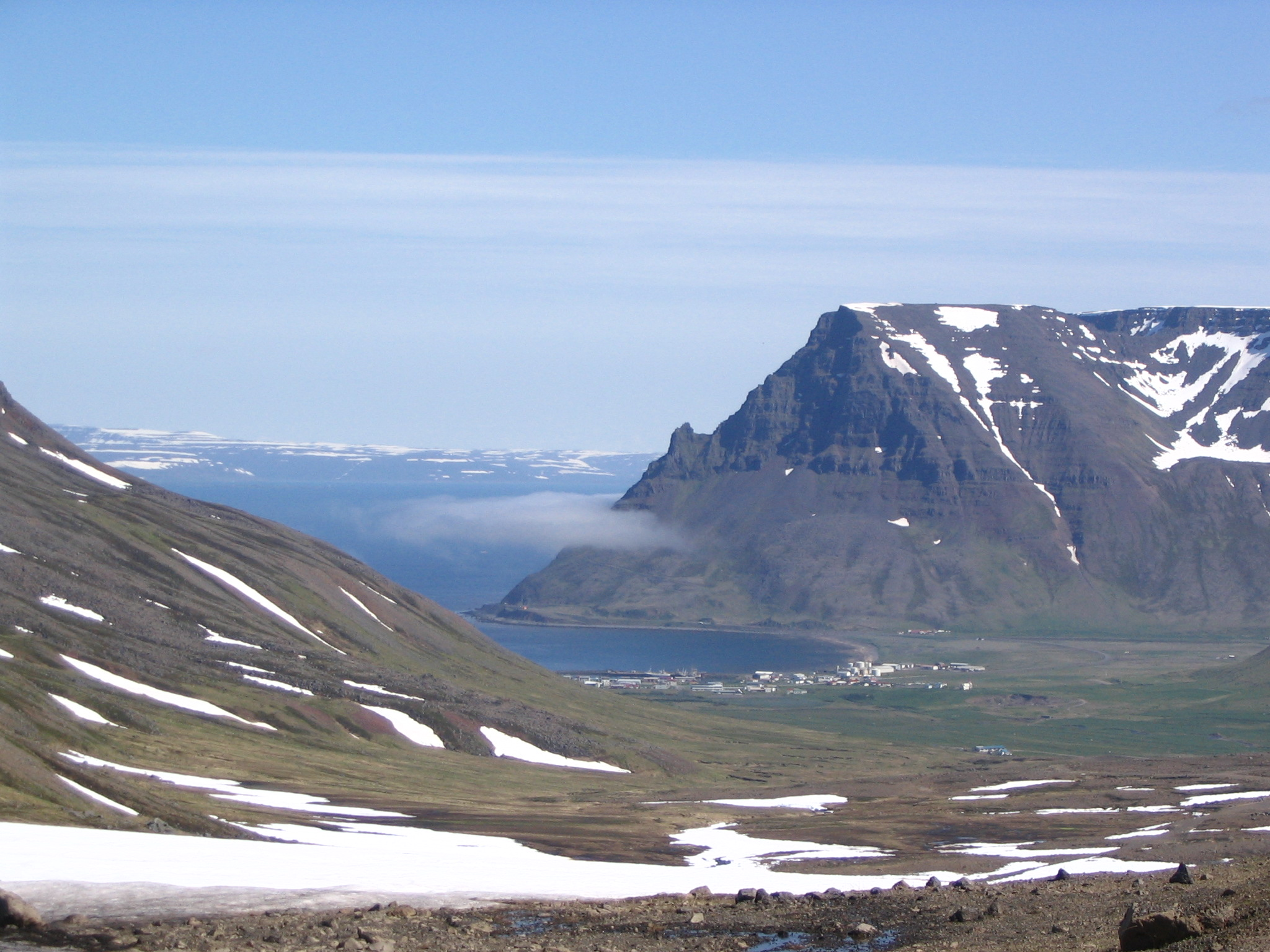
Panorama dei dintorni di Bolungarvík